# Черный, Тимофей
Тимофей Черный (настоящая фамилия Аненков)(1895- ?) — анархо-махновец, литератор.

## Биография
Родился в конце девятнадцатого столетия, в Полтавской губернии, Российская империя.
С 1 сентября 1919 по февраль 1920 года командир 24-го Терновского полка, 1-го Донецкого  корпуса РПАУ.
В 1-й половине 1920 командир махновского повстанческого отряда в Полтавской губ. (200 бойцов). 
В мае 1921 года отряд Тимофея насчитывал 120 кавалеристов, а в июне уже состояла из 30 человек. Летом с появлением Махно в Полтавской губернии, Черный вместе с Христовым стали организовывать повстанческие отряды в губернии которых уже насчитывалось 17.
Дальнейшая судьба неизвестна

## Творчество
Печатался в разных анархистских газетах в частности в газете "Вольный Бердянск".
Вольный повстанец
Вольный повстанец, бесстрашный солдат -
Бедным, голодным - товарищ и брат !
Вольный повстанец - мужик-крестьянин !
Люда рабочего брат он и сын !
Любит он волю, не любит господ -
Смело идет он на бой за народ !
Вольный повстанец нам счастье кует,
Вольную жизнь всему миру дает.
Смело, товарищ, с тобой мы пойдем,
Вольную жизнь наконец-то найдем!
октябрь 1919 г.